# Anomalochrysa debilis
Anomalochrysa debilis is een insect uit de familie van de gaasvliegen (Chrysopidae), die tot de orde netvleugeligen (Neuroptera) behoort. 
Anomalochrysa debilis is voor het eerst wetenschappelijk beschreven door Perkins in Sharp in 1899.